# Нервова система риб
Нервова система риб, як і всіх інших хребетних, поділяється на центральну та периферичну. До складу центральної нервової системи входять головний та спинний мозок, а периферичної — розташовані поза ними нервові клітини та волокна.

## Головний мозок

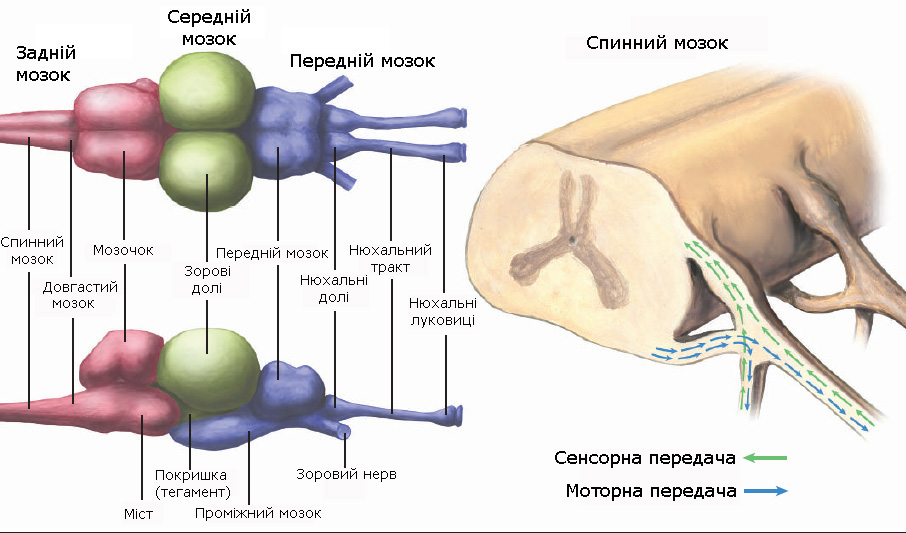
Центральна нервова система риб

Головний мозок риб поділяється на три великі частини: передній, середній та задній мозок. Передній мозок складається з теленцефалону (кінцевого мозку) та діенцефалону (проміжного мозку). На ростральному (передньому) кінці теленцефалону розташовані нюхові цибулини, котрі отримують сигнали від нюхових рецепторів. У нюхових долях знаходяться нейрони (складові нюхового нерва, або І пари черепно-мозкових нервів), що під'єднуються до нюхових регіонів теленцефалону, які також називаються нюховими долями. Нюхові луковиці звичайно збільшені у риб, що активно використовують нюх, наприклад, у акул.
Діенцефалон, до складу котрого входять епіталамус, таламус та гіпоталамус, виконує, в основному, регуляторні функції в керуванні станом внутрішнього середовища організму. Шишкоподібний орган, котрий містить нейрони та фоторецептори, розташований на дистальному кінці шишкоподібного тіла і є частиною епіталамусу. У багатьох видів шишкоподібний орган є чутливим до світла, що проникає через кістки черепу, і може виконувати багато специфічних функцій, в тому числі регуляцію добових ритмів активності. Зоровий нерв (ІІ пара черепно-мозкових нервів), котрий йде до мозку від сітківки ока, входить в проміжний мозок і надсилає волокна в таламус, гіпоталамус та середній мозок.
Середній мозок складається із зорових долей та тегментума, або покришки (tegmentum); обидві структури залучені до обробки оптичних сигналів. Зоровий нерв має численні волокна, що входять до зорових долей; аналогічно нюховим долям, великі зорові долі спостерігаються в мозку риб, котрі сильно покладаються на зір. Основною функцією тегментума є контроль внутрішніх м'язів ока, які забезпечують фокусування на предметі. Також тегментум виконує частину функцій моторного контролю: наприклад, локомоторний регіон середнього мозку, що генерує ритмічні плавальні рухи, локалізований саме тут.
Задній мозок складається з мозочка, моста, та довгастого мозку. Мозочок, на відміну від розташованих ростральніше частин мозку, є непарним органом. Функцією мозочка є підтримка рівноваги та контроль положення організму в середовищі. Міст та довгастий мозок формують стовбур головного мозку. Велика кількість черепно-мозкових нервів несе сенсорну інформацію до довгастого мозку, та відводять генеровані в ньому сигнали до мускулатури. Взагалі, більшість черепно-мозкових нервів входять в череп через задній мозок. ІІІ, IV, та VI пари черепно мозкових нервів (окоруховий, блоковий та відводячий відповідно) контролюють шість зовнішніх м'язів ока, які здійснюють рухи цього органу. V пара черепно-мозкових нервів (тройничний) отримує сенсорну інформацію та передає моторні сигнали до нижньої щелепи, а VII пара (лицевий) несе сенсорну інформацію від структур гіоїдної дуги. VIII пара черепно-мозкових нервів (слуховий) містить сенсорні волокна, що залучені до слуху та підтримки рівноваги. ІХ пара черепно-мозкових нервів (язикоглотковий нерв) інервує глоткову дугу, проводячи як сенсорні, так і моторні сигнали. Х пара черепно-мозкових нервів (блукаючий нерв) інервує більш каудально (ближче до заднього кінця тіла) розташовані зяброві дуги та внутрішні органи.

## Спинний мозок
Спинний мозок проходить всередині нервових дуг хребців по всій довжині хребта риби. Аналогічно міомерам та хребту, в будові спинного мозку спостерігається сегментація. В кожному сегменті тіла сенсорні нейрони входять в спинний мозок через дорсальні корінці, а моторні нейрони виходять з нього через вентральні. Інтернейрони, що розташовані всередині центральної нервової системи, проводять інформаційні сигнали між сенсорними та моторними нейронами, а також між нейронами мозку.

## Органи чуття

### Зір
Очі риб за своєю будовою дуже схожі з очима інших хребетних, в яких світло через рогівку та кришталик потрапляє на сітківку, де палички (клітини, що відповідають за чорно-білий зір) та колбочки (клітини, що відповідають за кольоровий зір) обробляють візуальну інформацію та передають сигнали на нейрони.
Головна принципова відмінність риб'ячого ока полягає в тому, що для фокусування на предметі риби не змінюють кривизну кришталика, а наближають або віддаляють його від рогівки. Структура сітківки варіює для риб залежно від місця їхнього мешкання: у глибоководних видів очі пристосовані для сприйняття світла переважно червоної частини спектру (завдякі максимальній для видимого світла довжині хвилі воно найменше віддзеркалюється товщею води), а риби, що живуть на мілководді, сприймають ширший спектр.

### Хімічне відчуття
Нюх та смак у комбінації дозволяють рибам орієнтуватись в хімічному складі оточуючого середовища. Здатність риб до відчуття хімічних сигналів добре ілюструється лососями, які ідучи на нерест з моря до річкових систем, визначають за смаком води саме той струмінь, в якому колись самі вийшли з ікри. Нюхові рецептори риб розташовані в ніздрях (які, на відміну від інших хребетних, не сполучаються з носоглоткою), а смакові — не лише в ротовій порожнині, але часто і на зябрових структурах, вусиках, і навіть на плавцях і на шкірі. Сигнали смакових рецепторів передаються до мозку через кілька різних нервів: шкіряні рецептори передають подразнення через лицевий нерв, в той час як сигнали рецепторів, розташованих в роті та на зябрах передаються через язикоглотковий та блукаючий нерв.

### Слух та рівновага
Головними механорецепторами риб є вухо, що функціонують як орган слуху та рівноваги, та органи бічної лінії. Внутрішнє вухо пластинозябрових (акул та скатів) та костистих риб складається з трьох напівкруглих каналів, розташованих в трьох взаємно-перпендикулярних площинах, та трьох камер, кожна з яких вміщує отоліт (камінець, що складається з карбонату кальцію), який тисне на відростки чутливих волосоподібних клітин, які в свою чергу передають сигнали до нейронів. Дві з трьох камер, саккула (Sacculus) та лагена (Lagena), функціонують як орган слуху. Вібрації з оточуючого середовища призводять до зміщення отолітів, рух яких волосовидні клітини перетворюють на сигнали, що сприймаються мозком риби як звук. Деякі види риб (наприклад, срібний карась та різні види сомів) мають комплекс кісточок, які називаються Вебберів апарат і з'єднують вухо з плавальним міхуром. Завдякі цій адаптації зовнішні вібрації посилюються плавальним міхуром, як резонатором. Отоліт в третій камері, утрікулі (Utriculus), забезпечує рибі орієнтацію в просторі. Коли цей порівняно важкий отоліт зміщується, оточуючі його чутливі волосовидні клітини генерують сигнали, що інтерпретуются як індикатор зміни положення тіла.
Сенсорні волоскові клітини в напівкруглих каналах дозволяють рибам відчувати швидкість власного руху. Замість отоліту, в цих каналах міститься гель. Коли рідина, що називається ендолімфою, зміщується в цих напівкруглих каналах завдяки зміні прискорення риби в процесі руху, ендолімфа завдає тиск на гель, і це стимулює волосоподібні клітини. Три напівкруглих канали кожного з органів слуху розташовані під такими кутами, щоб відчувати вертикальне, бокове та осьове зміщення.

### Бічна лінія
Переміщення води на поверхні риби відчувається структурами, що називаються нейромасти. Ці органи можуть бути розсіяні поодинці, або зібрані під лусками в сукупності каналів, що називаються боковою лінією. Нейромасти включають гелевої консистенції півкулю (капулу) та сенсорні волосоподібні клітини, а також синапси нервових волокон, що утворюються на волосовидних клітинах. Переміщення води спричинює відгин волосоподібних клітин, який перетворюється на нервові імпульси. Ці імпульси дозволяють скласти досить докладну картину оточуючого середовища: деякі види перечерних риб, позбавлені очей, цілком нормально орієнтуються і переміщуються, покладаючись тільки на органи бокової лінії.

### Відчуття електричних сигналів
Відчуття електричного поля притаманне багатьом видам риб — не тільки тим, які можуть самі генерувати електричні розряди. Електричні сигнали вловлюються за допомогою спеціальних ямкових органів на поверхні тіла. Ямкові органи заповнені гелеподібною речовиною, яка проводить електричний струм та вмішує в собі електрорецепторні клітини, що утворюють синапси з нейронами.